# Replay Gain
Replay Gain (aus dem Englischen: Wiedergabe-Verstärkung) ist ein Standard, der beschreibt, wie digitale Audiodateien auf eine gemeinsame wahrgenommene Lautstärke angehoben werden, ohne die in der Datei gespeicherten eigentlichen Audiodaten anzutasten. Der Vorschlag für diesen Standard wurde am 12. Juli 2001 von David Robinson veröffentlicht.

## Grundlagen
Werden Stücke von verschiedenen Alben, insbesondere Alben unterschiedlichen Produktionsdatums, nacheinander gehört, so fällt eine mitunter stark unterschiedliche Lautstärkeempfindung auf. Ursache dafür kann die im Kontext eines Albums vom Produzenten gewünschte Lautstärke des einzelnen Stückes sein. In den meisten Fällen jedoch liegt der Grund im unterschiedlichen Mastering verschiedener Alben bzw. vor allem der im Laufe der Jahre geänderten dabei angestrebten „Ziellautstärke“. (Zur Hintergrundinformation siehe Artikel Loudness War.)
Der Lautstärke-Spitzenwert, der mitunter nur wenige Millisekunden lang ist, hat zwar nur sehr wenig Einfluss auf die empfundene Lautstärke, ist aber für die Aussteuerung des Gesamtstücks wichtig. Traditionellerweise erfolgt das Anpassen durch Ändern der Lautstärkeeinstellung. Mit der Möglichkeit, Stücke selbst zusammenzustellen (Wiedergabelisten), bzw. der Möglichkeit einer albumübergreifenden Zufallswiedergabe, tritt der Wunsch nach einer automatisierten Lautstärke-Normalisierung in den Vordergrund.
Obwohl der Begriff in der ursprünglichen Veröffentlichung als Replay Gain geschrieben wurde, wird vermehrt die Schreibweise Replaygain oder auch ReplayGain verwendet.

## Technik
Der Einsatz erfolgt zweistufig: Zunächst werden einmalig die benötigten Lautheits-Informationen aus den Audiodaten ermittelt und als Meta-Informationen zusammen mit diesen gespeichert. Anschließend wird bei jeder Wiedergabe über diese Informationen die Lautstärke angepasst.
Zunächst werden die betreffenden Dateien komplett dekodiert und analysiert. Dabei wird (via Effektivwert) ein Wert berechnet, der der wahrgenommenen Durchschnittslautstärke nahekommen soll, sowie der tatsächliche Spitzenwert erfasst. Dieser wird als ein Korrekturwert, der die Differenz zwischen der erfassten wahrgenommenen Durchschnittslautstärke und einem einheitlichen Niveau von festgelegten 89 dB bringt, als zusätzliche Meta-Informationen in die Datei geschrieben – die restliche Datei bleibt unangetastet.
Erst beim Abspielen kann nun ein dekodierendes Programm, sofern es den Standard unterstützt, diese Werte auslesen und im Moment des Dekodierens zur Korrektur des eigentlichen Audiosignals verwenden.
Um ein einzelnes Musikstück nicht aus dem Gesamtkonzept eines Albums herausfallen zu lassen, kann die Durchschnittslautstärke dieses Albums als Ganzes berechnet und in der Audiodatei gespeichert werden. Wird beim Abspielen dieser Korrekturwert verwendet, bleiben die (gewollten) relativen Lautstärkeunterschiede zwischen den einzelnen Stücken des Albums erhalten.
Da die Anpassung beim Dekodieren stattfindet, es sich also nur um ein Tagging handelt, bleibt die restliche Datei unberührt. Die Veränderungen können also auch leicht wieder entfernt werden, von einem nicht kompatiblen Dekodierprogramm werden sie ignoriert.
Die Korrektur geschieht optimalerweise, bevor verlustbehaftet komprimierte Dateien in die gewünschte endgültige Abtasttiefe quantisiert werden, so dass gegebenenfalls der volle Dynamikbereich, den die jeweilige endgültige Abtasttiefe bietet, genutzt werden kann.
Das erlaubt Replay-Gain-kompatiblen Audioplayern, die vorhandenen Unterschiede auszugleichen und solche Dateien jeweils mit etwa derselben durchschnittlichen (wahrgenommenen) Lautstärke abzuspielen. So wird vermieden, dass jedes Mal manuell die Lautstärke angepasst werden muss, wenn auf verschiedenen Pegeln gemasterte Stücke nacheinander abgespielt werden.
(Diese Anpassung ist nicht zu verwechseln mit der üblichen Aussteuerung, bei der statt der durchschnittlich wahrgenommenen Lautstärke die Spitzenpegel der einzelnen Stücke auf einen einheitlichen Wert gebracht werden.)
Der Replay-Gain-Standard spricht zwar von einem 8-Byte-Bereich in den Kopfdaten der Datei, der für alle Audioformate gleich sein soll, doch viele Formate, wie Vorbis oder FLAC, besitzen ein eigenes Tag für diese Information. Bei MP3-Dateien verwenden Programme wie foobar2000 die Methode, ID3v2-Tags vom Typ TXXX in die Datei zu schreiben. Der ID3v2-Standard sieht seit einiger Zeit auch ein „RVA“-Feld (Relative Volume Adjustment) vor, das für Replay-Gain-Zwecke genutzt werden kann.

## Alternativen

### Audiodaten verändern, Rekodierung
Wenn das Anfügen von Metadaten nicht erwünscht oder nicht möglich ist (beispielsweise bei fehlender Unterstützung durch Decoder oder Brennprogramme), können als Alternative auch die Ausgangs-Audiodaten verändert werden, um die wahrgenommene Lautstärke auf die festgelegte Einheitshöhe zu bringen. Das ist nicht nur sehr aufwändig, sondern durch die Rechenoperationen auch mit gewissen klanglichen Verlusten verbunden (erhöhtes Rauschen, erhöhte Verzerrungen, zumindest bei 16 bit oder weniger). Bei Lautstärkeverminderung wird zudem der übertragene Dynamikbereich verkleinert. Eine Lautstärkeerhöhung ist dagegen nicht immer ohne Eingriff in den Dynamikverlauf möglich (Generationsverluste). Allerdings kann bei einigen Kodierungstypen ein Skalierungsfaktor (reversibel) geändert werden, allerdings nicht in beliebig feinen Stufen.

### MP3, AAC und Global Gain
Das Programm MP3Gain kann das für MP3-Dateien auf verlustfreie und reversible Art vornehmen (allerdings nur mit einer – in der Praxis meistens ausreichenden – Genauigkeit von 1,5 Dezibel). Dazu werden die Global-Gain-Felder der einzelnen Frames, die den Gesamtpegel des einzelnen MP3-Frame festlegen, manipuliert. Die Operation wird direkt an der MP3-Struktur vorgenommen. Sie ist in den meisten Fällen reversibel. Da keine Rekodierung stattfindet, treten keine Generationsverluste auf. Zusätzlich wird der Datei optional ein Tag hinzugefügt, welches die vorgenommene Korrektur beziffert; mit dessen Hilfe kann die Operation später bei Bedarf rückgängig gemacht werden.
Ähnliches gilt mit AACgain auch für Advanced Audio Coding sowie mit Vorbisgain für Ogg-Vorbis-Dateien.